# 長澤ちづ
長澤 ちづ（ながさわ ちづ、1946年7月15日 - ）は、歌人。長崎県佐世保市出身。歌誌「ぷりずむ」創刊、主宰。日本歌人クラブ、会誌「風」編集並びに広報担当、中国ブロック担当。NHK学園講師、朝日カルチャーセンター講師、曹洞歌壇選者。
佐世保港を見下ろす母の実家で生まれたが、暮らしたことはない。種々の理由で、熊本・東京（九段）・松本・天草・市川・東京（渋谷）・茅ヶ崎と転居しつつ育つ。東京都立新宿高等学校卒業後、国立図書館短期大学(現筑波大学図書館情報学群)を経て法政大学文学部卒業。20代は養父長澤規矩也に従い、漢和辞典（三省堂『明解漢和辞典』）および和刻本漢籍目録編纂の助手を務める。1976年氷原短歌会入会、石本隆一に師事。2005年より氷原短歌会代表。2013年6月「氷原」終刊に伴い、同8月に「ぷりずむ」を創刊、主宰。

## 著書

### 歌集
- 『書誌学序説』短歌研究社(1986年)
- 『水棲動物』砂子屋書房(1994年)
- 『聖水伝説』ながらみ書房(1998年)
- 『海の角笛』短歌研究社(2006年) ISBN 4885519810
- 『フランス窓』角川学芸出版(2013年) ISBN 4046524502

### 選集
- 『長澤ちづ歌集』(現代短歌文庫) 砂子屋書房(2010年) ISBN 4790412849